# Mieszanina piorunująca
Mieszanina piorunująca, mieszanina tlenowodorowa, dawniej powietrze grzmiące (nazwa osiemnastowieczna, obecnie nieużywana) – mieszanina wybuchowa gazowa wodoru z tlenem (2:1 objętościowo, 1:8 wagowo) lub powietrzem (2:5 objętościowo). Nazwa mieszanina piorunująca nawiązuje do jej właściwości wybuchowych. Po jej zapaleniu następuje gwałtowne spalanie wodoru (wybuch), produktem tej reakcji jest para wodna:
2H2(g) + O2(g) → 2H2O(g)     ΔH = −241,99 kJ/molH2O
Reakcji tej przeprowadzonej w probówce towarzyszy wybuch, który wywołuje charakterystyczny dźwięk przypominający szczeknięcie.
Sumaryczne równania reakcji spalania wodoru nie wyjaśniają jej przebiegu od strony mikroskopowej; nie nadają się również do badania tej reakcji od strony kinetycznej. W rzeczywistości, spalanie wodoru ma charakter reakcji łańcuchowej, złożonej z wielu reakcji elementarnych, zachodzących współbieżnie:
O2 → 2O
O + H2 → OH + H
OH + H2 → H2O + H
H + O2 → OH + O
H + O2 → HO2
HO2 + H2 → H2O + OH

## Otrzymywanie

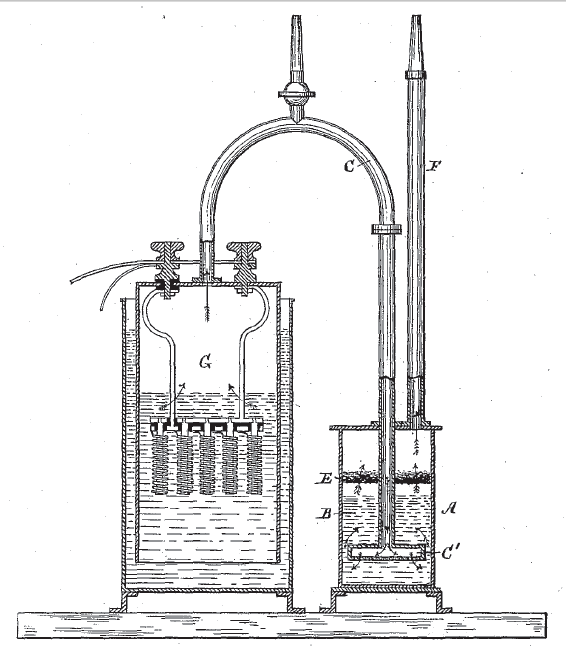
XIX-wieczny elektrolizer do otrzymywania mieszaniny tlenowodorowej

Mieszaninę piorunującą o składzie stechiometrycznym (tlen/wodór = 1:2 v/v) można otrzymać przez połączenie gazów uzyskanych w wyniku elektrolizy wody.
Mieszanina piorunująca powstaje także podczas rozkładu wody w wysokiej temperaturze. Eksplozje tak powstałej mieszaniny miały miejsce podczas katastrofy elektrowni jądrowej w Czarnobylu w roku 1986.